# Alfa1-antychymotrypsyna
Alfa1-antychymotrypsyna, α1-antychymotrypsyna – glikoproteina należąca do α-globulin, będąca inhibitorem proteaz serynowych (serpin).
Hamuje czynność takich proteaz jak katepsyna G znajdowana w neutrofilach i chymaza z mastocytów poprzez zmianę ich konformacji. Jest to działanie ochronne, przeciwdziałające proteolizie zachodzącej na przykład w obrębie dolnych dróg oddechowych.
Enzym jest produkowany przez wątrobę, jego ilość zwiększa się przy trwających zapaleniu – jest białkiem ostrej fazy. Jego niedobór stwierdza się w chorobach wątroby. Stwierdzono mutację w obrębie genu kodującego α1-antychymotrypsynę u pacjentów z chorobą Parkinsona oraz z przewlekła obturacyjną chorobą płuc.
Alfa1-antychymotrypsyna jest również związana z patogenezą choroby Alzheimera.